# Penedo
Penedo là một đô thị thuộc bang Alagoas, Brasil. Đô thị này có diện tích 689,27 km², dân số năm 2007 là 56738 người, mật độ 82,32 người/km².